# جلندر
جَلَنْدَرُ (بالبنجابية: ) على وزن غَضَنْفَر (فعنلل) مدينة في الهند عامرة، وهي الثالثة بعد أكبر مدينتين في ولاية بنجاب، وأكبر مدن بلادِ ما بين نهري بَيَاسَ وسَتْلَجَ المعروفةِ بدُوآبِ جلندر، وهي على خمسين ومئة كيلومتر من جَنْدِيكَرَ عاصمةِ الولاية، وبها مولد ضياء الحق رئيس باكستان. وقد كان نحوٌ من نصف سكانها من المسلمين حتى هُجِّر السواد الأعظم منهم بعد تقسيم الهند أواخر رمضان 1366 فاضمحل عددهم إلى ما دون ربع العشر.

## أعلام
- بايزيد الأنصاري
- بشير حسين النجفي